# Гетерограма (література)
Гетерограма (грец. ἕτερος — інший та γράμμα — напис), (фр. hétérogramme)  — форма комбінаторної літератури, заснована на принципі неповторюваності використовуваних літер.
Запропонована і названа в 1960-х роках учасниками французької літературної групи «УЛІПО».
В основу гетерограм кладеться текстовий фрагмент з неповторюваними літерами, а наступний текст являє собою серію перегрупувань цього набору літер. Кожен крок серії, таким чином, є анаграмою, як от у Жоржа Перека:

L'ARC N'OSE 

L'ARÇON SE 

SACRE L'ON 

N'A L'OR SEC 

L'OR EN SAC 

L'OS: CARNE 

EN ROC LAS

Як різновид комбінаторної поезії гетерограму використовує Володимир Книр у вірші «Діалог про неї»:

— І де ж вона? 

Іде ж вона? 

— І жде вона. 

І вже одна. 

— І де?
— Он, важ, 

іде вона ж?
Жартівлива гетерограма Володимира Денисенка з майбутнього збірника мовних розваг "Анаграми" налічує рекордну кількість рядків:
          ***
ТРАВИМ:
ТИ — МАВР,
А В РИТМ
МИВ ТАР.
В МАРТИ
МАВ ТИР.
ТАМ РИВ,
ТРИМАВ
ТАМ ВИР.
МАВ ТРИ
ТРАВМИ.
РВИ ТАМ,
ТА — В РИМ,
ТА — В МИР,

ТА ВМРИ.